# 太平洋放送協会
一般財団法人太平洋放送協会（たいへいようほうそうきょうかい、英語：Pacific Broadcasting Association、略称：PBA）は、キリスト教の番組を専門に扱う日本の番組制作プロダクションである。東京都千代田区神田駿河台に事務所を持つ。

## 概要
番組は全国の主要テレビ局向けに毎週週末を中心に放送している『ライフ・ライン』、中波ラジオ局向けの『世の光』シリーズ を請け負っている。なお、かつてはグアム島にある宗教ラジオ放送の国際機関のひとつ「トランス・ワールド・ラジオ」の日本向け番組『太平洋の声』の製作を請け負っていた。
日本福音同盟に協力会員として加盟している。

## 沿革
- 1951年 - 前身となる太平洋東洋放送会社がTEAMとEFGCの宣教師により設立[1]。
- 1952年 - 「世の光」が北日本放送から放送開始。民放23局で放送される。
- 1954年 - 羽鳥明、理事長兼ラジオ牧師に就任。
- 1960年 - 11月、財団法人太平洋放送協会が認可。
- 1969年 - ６月、視覚障害者用テープマガジン「めぐみの声」開始。
- 1977年 - KTWRグアム局から短波放送開始。
- 1989年 - 4月、「ライフ・ライン」放送開始
- 1994年 - 会長・羽鳥明、理事長・村上宣道、常務理事・榊原寛が就任。
- 2003年 - 新スタジオ、編集室完成。
- 2007年 - KTWR日本語放送終了。
- 2011年 - ４月、一般財団法人への移行認可。
- 2017年 - 理事長・矢木良雄就任、常務理事・ティモシー・E・セランダー就任

## 製作番組

### 現在
- 世の光(ラジオ番組 1952年-)
- ライフ・ライン（テレビ番組 1989年4月-）

### 過去
ラジオ番組
- よきおとずれ（1954年-不明　全国2局ネット）
- 光と喜びの時間（1954年-不明　神戸放送、現=ラジオ関西）
- 光の子（1954年10月-不明 全国29局ネット）
- いこいの窓（1962年-1967年、ニッポン放送、ラジオ関西）
- Back to the Bible(1965年、ラジオ関西)
- ヤングライフクラブ（1971年-1973年、東海ラジオほか）
- ノック・ノック・ヤング（1973年-1978年、東海ラジオほか）
- ごいっしょしましょう(1976年11月-不明、視覚障害者向け番組、HLDA局）

テレビ番組
- 世の光(第1期、1960年10月 - 12月、信越放送）
- 世の光(第2期、1964年4月 - 不明、東京12チャンネルほか）
- 特別番組「メリー・クリスマス」(1965年12月25日、東京12チャンネル、北海道放送、福島テレビ、日本海テレビの全国4局ネット）[2]
- 人生の灯台（1969年 - 不明　岡山放送）
- 生きる（1979年1月 - 3月、東京12チャンネル）
- 見えますか、愛（1984年4月 - 1986年3月、テレビ東京ほか）
- 見えますか、愛Ⅱ（1986年4月 - 不明、サンテレビ）

## 太平洋の声
太平洋の声はトランス・ワールド・ラジオのKTWRグアム島放送局から行われていた日本語放送番組で、以前はグアム島現地製作番組と日本製作の宗教関連番組を混成編成し、特に夜間は2時間以上に渡って放送していた時期もあった。
その後、バブル崩壊の影響もあってスポンサーが減少したのに伴い、放送時間が短縮されていった。そして、2007年3月24日の放送を最後に同放送は休止された。これは経済的な問題で継続が困難になった為である。なお、放送休止に伴い3月11日から24日の放送では閉局特番が企画された。
その後、2017年11月4日からKTWRフレンドシップラジオ（日本語放送）として放送開始（放送再開）された。